# Cymbitidae
Cymbitidae es una familia de amonites que vivió durante las etapas Sinemuriense y Pliensbachiense del Jurásico Inferior. Probablemente hayan evolucionado de Arietitidae.

## Descripción
Los ammonites pertenecientes a esta familia tenían conchas con verticilos internos esferocónicos involutos que posteriormente durante la ontogenia se transforman en evolutas y el último verticilo es muy excéntrico. Eran pequeños y en su mayoría de menos de 2 cm de diámetro. Venter es liso, o redondeado. Hubo constricción en la apertura. La ornamentación era débil, ya que la cáscara era lisa o plicada y raras veces había tubérculos laterales.

## Géneros
Cymbitidae es probablemente una familia monogenérica. Lleva el nombre del género Cymbites Neumayr, 1878. Allí se ha añadido un género más y es Hyerifalchia Fucini, 1907, pero este es probablemente solo un sinónimo de Cymbites.

## Distribución
Se encontraron amonitas de esta familia en Europa, Estados Unidos y Túnez.